# Supercupa Europei 2025
Supercupa Europei din 2025 va fi a 50-a ediție a Supercupei UEFA, un meci anual de fotbal organizat de UEFA și disputat de campioanele en-titre ale celor mai importante două competiții europene de club, Liga Campionilor UEFA și Liga Europa . Se va juca pe stadionul Stadio Friuli din Udine, Italia, pe 13 august 2025. Va fi disputată de clubul francez Paris Saint-Germain, câștigătorul Ligii Campionilor UEFA din 2024-25, și clubul englez Tottenham Hotspur, câștigătorul Ligii Europa UEFA din 2024-25.